# Селару (район)
Села́ру (індонез. Selaru) — один з 10 районів округу Західне Південно-Східне Малуку провінції Малуку у складі Індонезії. Розташований на островах Селару та Анггармаса. Адміністративний центр — село Адаут.
Населення — 12830 осіб (2012; 12249 в 2010).

## Адміністративний поділ
До складу району входять 6 сіл:
| Населений пункт | Населення, осіб (2010) |
| --------------- | ---------------------- |
| Адаут, село     | 4802                   |
| Вераїн, село    | 1190                   |
| Кандар, село    | 1573                   |
| Лінгат, село    | 1942                   |
| Намтабунг, село | 1839                   |
| Фурсуї, село    | 903                    |